# Granitgnejs
Granitgnejs är en gnejs (alltså en metamorf bergart) men med samma mineralogiska sammansättning som en granit. Den består av granit som har genomgått en hög regionalmetamorfos.